# Arden House

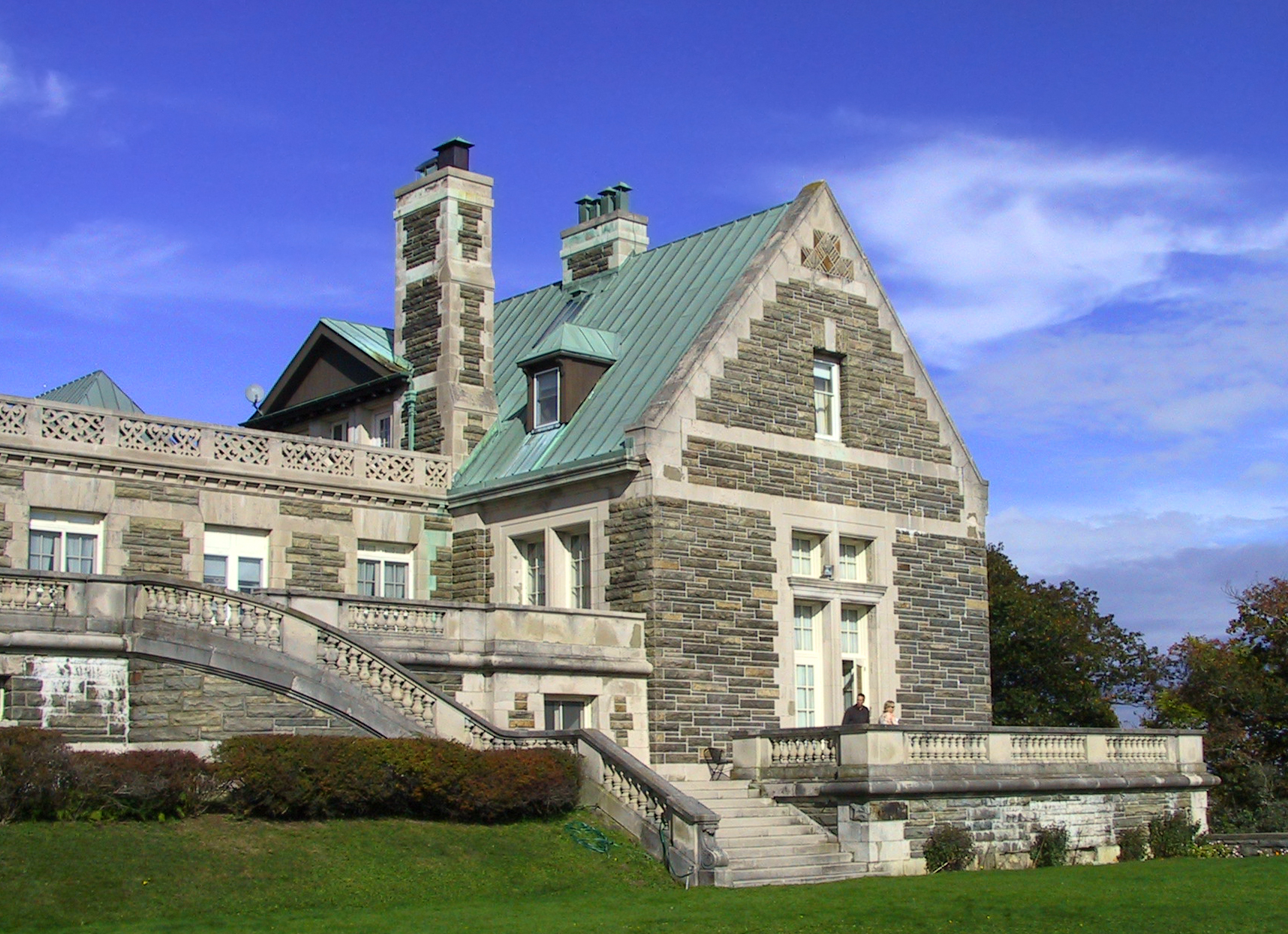
Arden House.

Das Arden House ist eine Villa in Orange County, New York. Es liegt auf einem Bergrücken zwischen dem Ramapo River und den bewaldeten Ufern der Cranberry Lakes, wo es die Hudson Highlands überblickt.
Die Villa wurde 1885 vom Eisenbahnmagnaten Edward Henry Harriman als Sommerresidenz mit 9000 m² Wohnfläche errichtet. Die 6700 Hektar umgebende Landschaft, heute Harriman State Park, gehören dazu. Bis zu seinem Tod 1909, als es endgültig fertiggestellt war, war es ein Treffpunkt des amerikanischen Geldadels. Der Entwurf stammt vom Architektenbüro Carrère and Hastings, das auch zahlreiche öffentliche Gebäude wie das Kapitol in Washington D.C. und die New York Public Library planten. Die Landschaftsgestaltung führten Wadley & Smythe aus. Es liegt in dem Teil der Village of Harriman, die auf die Town of Woodbury entfällt, etwa 1,5 Autofahrstunden von Manhattan entfernt im Südosten des Bundesstaates.
Averell Harriman, der Sohn des Erbauers, erhielt das Haus 1915 von seiner Mutter. Im Zweiten Weltkrieg stellte er es der United States Navy als Erholungsheim zur Verfügung. 1950 übergab er es an die Columbia University als „Heimstätte“ für das von Dwight D. Eisenhower gegründete politische Forum The American Assembly. Die Universität nutzte das Gebäude auch zu Bildungszwecken. Das Innenministerium stufte es im November 1966 unter der Bezeichnung E. H. Harriman Estate als National Historic Landmark ein, womit die Nutzung auf religiöse, philanthropische oder Bildungszwecke beschränkt ist.
2007 verkaufte die Universität das Gebäude sowie 150 Hektar Wald an die Landschaftsschutz-Organisation Open Space Institute (OSINY) für 4,5 Mio. US$. Um die Kosten zu decken, steht das Gebäude zum Weiterverkauf an.

## Verweise
1. ↑   American Assembly Konferenzen (Memento vom 7. April 2005 im Internet Archive)
2. ↑  Listing of National Historic Landmarks by State: New York. National Park Service, abgerufen am 19. August 2019.
3. ↑  OSINY, 16. April 2007